# Breckenridge, Texas
Breckenridge là một thành phố thuộc quận Stephens, tiểu bang Texas, Hoa Kỳ. Năm 2010, dân số của xã này là 5780 người.

## Dân số
- Dân số năm 2000: 5868 người.
- Dân số năm 2010: 5780 người.